# Mrtvice (gmina Krško)
Mrtvice – wieś w Słowenii, w gminie Krško. W 2018 roku liczyła 211 mieszkańców.